# Comitatul Fairfield, Connecticut
Comitatul Fairfield, conform originalului din engleză,  Fairfield  County, este unul din cele  8 comitate ale statului american Connecticut.  Sediile sale istorice au fost în ordine Fairfield (1666 - 1853) și Bridgeport (1853 - 1960).
Din anul 1960, statul Connecticut a desființat administrația locală la nivelul tuturor comitatelor statului, funcțiile administrative ale acestora fiind preluate, în majoritate, de conducerile localităților din componența lor, respectiv, parțial, de conducerea statului.  Comitatele în sine nu sunt de fapt desființate, ele existând în continuare ca subdiviziuni, dar nu administrative ci doar geografice, ale statului.

## Istoric
Comitatul Faifield a fost organizat, constituit și încorporat în 1666.

## Comitate limitrofe
Comitatul Fairfield se învecinează la,
- nord cu comitatul Litchfield,
- est cu comitatul New Haven,

## Demografie
|  | Graficele sunt indisponibile din cauza unor probleme tehnice. Mai multe informații se găsesc la Phabricator și la wiki-ul MediaWiki. |

Date: Wikidata - grafică realizată de Wikipedia